# سید عبدالوحید قتالی
سید عبدالوحید قتالی زاده ۱۳۶۲ خورشیدی در هرات و اهل افغانستان است. او از سوم آوریل ۲۰۲۰ والی ولایت هرات بود و دیگر نیست کشور را ترک کردو تحت تعقیب طالبان است.
سیدوحید قتالی از ۱۳۹۶ تا ۱۳۹۷ شهردار هرات بود.

اختلاس و فساد وحید قتالی
شهردار هرات در حالی بازداشت شده که سید وحید قتالی، والی هرات و برخی از مسئولان هرات این ولایت نیز به اتهام اختلاس در بودجه کرونا به دادگاه معرفی شده اند وحید قتالی در راس بوده است.
او در جدی ۱۳۹۸ طی حکمی توسط اشرف غنی رئیس‌جمهوری افغانستان در بست مافوق‌رتبه بحیث معاون سیاسی و مردمی ریاست شورای امنیت ملی کشور منصوب شد.
سرانجام در تاریخ ۱۵ حمل ۱۳۹۹ رئیس‌جمهور افغانستان در هرات او را جانشین عبدالقیوم رحیمی به حیث والی این ولایت منصوب کرد.
رشوره خواری و فساد وحید قتالی
دادستانی افغانستان با نشر اعلامیه‌ای امروز(دوشنبه پنجم عقرب/آبان) گفته که این نهاد تحقیق اداره بازرس را درباره ولایت هرات در ارتباط به وجود شک فساد اداری در مصارف بودجه کرونا دریافت و آنرا تکمیل و روز گذشته به دادگاه فرستاده است ظاهرا وحید قتالی پول کمک واکسنهای کرونا را اختلاس کرده که پرونده وی به دادگاه رفته است.

## پرونده فساد سید وحید قتالی والی هرات
دادستانی کل  پرونده‌های سید وحید قتالی را،  به اتهام اختلاس در بودجه مبارزه با کوید19 به دادگاه ویژه محول شده است.
وحید قتالی در بودجه مبارزه با کرونا در ولایت هرات، را اختلاس کرده بوده است و پرونده وی تکمیل شد و به دادگاه ویژه ارسال شد.
امادادستانی افغانستان اعلام کرد که ، 20 میلیون افغانی از بودجه مبارزه با کوید19 در ولایت هرات اختلاس شده است.

## زندگی‌نامه
سید عبدالوحید قتالی در سال ۱۹۸۷ در منطقه انجیل، استان هرات در خانواده ای ثروتمند متولد شد. او دوره دبستان و دانشگاه را در شهر زادگاهش به اتمام رساند. او در سال ۱۲ مارس ۲۰۱۲ رئیس شرکت امنیتی آریا بود.
عبدالوحید در ۱۹ نوامبر ۲۰۱۲ خانه ای را به مبلغ ۱۵۰۰ دلار در ماه اجاره کرد، استودیوی تلویزیونی عصر در این ماه راه اندازی شد. وی همچنین یک ایستگاه رادیویی راه اندازی کرد که فقط بر روی زنان و مسائل آنها تمرکز داشت. وی در ۲۶ آوریل ۲۰۱۲ عضو شورای مجاهدین هرات شد.
سید وحید قتالی از خانواده ای بسیار مشکل دار از مجاهدین سابق و از یاران اسماعیل است. برادر وی یک شرکت امنیتی را اداره می‌کند، پدر وی مدیرموزه جهاد در هرات بود که مجموعه آثار جنگ نیروهای ارتش شوروی با مجاهدین توسط هنرمند نقاش نصرالله سروری خلق شده است و در آن به نمایش گذاشته شده‌است این مجموعه  آثار نقاشی دیواری طی چندین سال توسط نصرالله سروری نقاشی شده است.
وی پیش از این به عنوان رئیس دفتر اداری رئیس‌جمهور در کابل خدمت می‌کرد.

## مهار آتش اسلام قلعه
در روز ۲۵ بهمن ۱۳۹۹ آتش‌سوزی گسترده‌ای در گمرک مرزی اسلام قلعه در مرز میان ایران و افغانستان رخ داد این آتش‌سوزی در پی انفجار تانکرهای حامل نفت و گاز اتفاق افتاد عبدالوحید قتالی والی هرات برای مهار آتش با استاندار خراسان رضوی تماس گرفته و درخواست کمک برای اطفای حریق را کرد استاندار خراسان رضوی ابتدا از شهرهای اطراف نیروهایی برای کمک اعزام کرد و پس از آن نیز امداد هوایی از تهران برای کمک به منطقه حادثه دیده، اعزام و آتش مهار شد.